# العلاقات الجيبوتية السلوفينية
العلاقات الجيبوتية السلوفينية هي العلاقات الثنائية التي تجمع بين جيبوتي وسلوفينيا.

## مقارنة بين البلدين
هذه مقارنة عامة ومرجعية للدولتين:
| وجه المقارنة                                              | جيبوتي                    | سلوفينيا                                                      |
| --------------------------------------------------------- | ------------------------- | ------------------------------------------------------------- |
| المساحة (كم2)                                             | 23.20 ألف                 | 20.27 ألف                                                     |
| عدد السكان (نسمة)                                         | 956.99 ألف                | 2.07 مليون                                                    |
| الكثافة السكانية (ن./كم²)                                 | 41.25                     | 102.12                                                        |
| العاصمة                                                   | جيبوتي                    | ليوبليانا                                                     |
| اللغة الرسمية                                             | لغة فرنسية، اللغة العربية | اللغة السلوفينية، اللغة الإيطالية، لغة مجرية                  |
| العملة                                                    | فرنك جيبوتي               | يورو، تولار سلوفيني                                           |
| الناتج المحلي الإجمالي (بليون دولار)                      | 1.84 مليار                | 48.77 مليار                                                   |
| الناتج المحلي الإجمالي (تعادل القوة الشرائية) بليون دولار | 3.10 مليار                | 66.01 مليار                                                   |
| الناتج المحلي الإجمالي الاسمي للفرد دولار أمريكي          | 1.95 ألف                  | 20.73 ألف                                                     |
| الناتج المحلي الإجمالي للفرد دولار أمريكي                 | 3.27 ألف                  | 30.40 ألف                                                     |
| مؤشر التنمية البشرية                                      | 0.470                     | 0.880                                                         |
| رمز المكالمات الدولي                                      | +253                      | +386                                                          |
| رمز الإنترنت                                              | .dj                       | .si                                                           |
| المنطقة الزمنية                                           | ت ع م+03:00               | توقيت وسط أوروبا، ت ع م+01:00، ت ع م+02:00، أوروبا/ليوبليانا ‏ |

## مدن متوأمة
في ما يلي قائمة باتفاقيات التوأمة بين مدن جيبوتية وسلوفينية:
- ترتبط جيبوتي مع إيزولا باتفاقية توأمة.

## منظمات دولية مشتركة
يشترك البلدان في عضوية مجموعة من المنظمات الدولية، منها:
| علم المنظمة | اسم المنظمة                        | تاريخ انضمام جيبوتي | تاريخ انضمام سلوفينيا |
| ----------- | ---------------------------------- | ------------------- | --------------------- |
|             | وكالة ضمان الاستثمار متعدد الأطراف | 12 يناير 2007       | 19 مارس 1993          |
|             | منظمة الشرطة الجنائية الدولية      | ?                   | ?                     |
|             | منظمة حظر الأسلحة الكيميائية       | ?                   | ?                     |
|             | منظمة التجارة العالمية             | ?                   | ?                     |
|             | البنك الدولي للإنشاء والتعمير      | 1 أكتوبر 1980       | 25 فبراير 1993        |
|             | الأمم المتحدة                      | 20 سبتمبر 1977      | 22 مايو 1992          |
|             | مؤسسة التمويل الدولية              | 1 أكتوبر 1980       | 25 فبراير 1993        |
|             | يونسكو                             | 31 أغسطس 1989       | 27 مايو 1992          |
|             | مؤسسة التنمية الدولية              | 1 أكتوبر 1980       | 25 فبراير 1993        |
|             | الاتحاد البريدي العالمي            | ?                   | ?                     |
|             | الاتحاد الدولي للاتصالات           | 22 نوفمبر 1977      | 16 يونيو 1992         |

## وصلات خارجية
- موقع وزارة الخارجية السلوفينية